# Damiano Ferronetti
Damiano Ferronetti (Albano Laziale, 1º novembre 1984) è un ex calciatore italiano, di ruolo difensore.

## Caratteristiche tecniche
Difensore centrale di piede destro, è stato impiegato come terzino di fascia destra. All'Udinese, sotto la guida di Francesco Guidolin, ha sempre giocato come difensore laterale destro in una difesa a tre.

## Carriera

### Gli inizi nella Roma
Cresce e si mette in luce nelle giovanili della Roma, dove rimane per tre anni. Dopo aver collezionato diverse panchine in prima squadra, Fabio Capello lo fa debuttare in Serie A il 24 novembre 2002, nel match esterno contro il Parma.

### Triestina e Parma
L'anno successivo viene mandato in prestito alla Triestina, in Serie B. Sotto la guida di Attilio Tesser disputa da titolare l'intera stagione, totalizzando 30 presenze.
Tornato nella Roma, nell'estate 2004 si trasferisce in compartecipazione al Parma. In maglia gialloblu gioca 10 partite di campionato ed esordisce anche in Coppa Uefa, il 16 settembre contro gli sloveni del Maribor; il 21 gennaio 2005, tuttavia, riporta un gravissimo infortunio ad una vertebra, che lo costringe a terminare anzitempo la stagione.
Rimane a Parma anche nella stagione seguente, ma nella prima parte di stagione non scende mai in campo, a causa del lungo recupero dall'infortunio. Gioca la sua prima partita dell'anno il 25 febbraio 2006 contro la Fiorentina, e a fine stagione, ristabilitosi, il tecnico Mario Beretta lo schiera sempre titolare per le restanti 12 giornate contribuendo a raggiungere la salvezza. Il 21 giugno 2006 Parma e Roma trovano l'accordo per il rinnovo della comproprietà.
Nella stagione 2006-2007, confermato come terzino destro da Stefano Pioli, inizia giocando da titolare la partita d'esordio in Coppa Uefa contro il Rubin, ma un nuovo infortunio ne pregiudica le prestazioni sino al 19 novembre, quando ritorna in campo contro il Livorno, dove si rende protagonista di un'autorete. Nella seconda parte di stagione scende in campo ancora in Coppa Uefa nella partita interna contro lo Braga, e totalizza nella stagione 16 presenze in campionato e 4 in Europa. A fine stagione, il 20 giugno, il Parma si aggiudica il giocatore alle buste, acquistandone l'intero cartellino.

### Udinese
Il 13 agosto 2007, poco meno di un mese dopo l'avvenuto riscatto, il giocatore si trasferisce a titolo definitivo all'Udinese, in cambio di Damiano Zenoni. Esordisce con la nuova maglia l'11 novembre contro la Fiorentina e il 15 marzo 2008 segna il suo primo gol in Serie A nel 2-2 interno contro la Lazio. La sua prima stagione nel club friulano si conclude con 16 presenze e una rete.
La stagione successiva viene confermato terzino destro titolare della squadra, allenata all'epoca da Pasquale Marino. Il 18 settembre ritorna a giocare una partita di Coppa Uefa in occasione del preliminare contro il Borussia Dortmund, e scende in campo anche il 6 novembre successivo nel primo turno contro lo Spartak Mosca. Il 15 febbraio 2009, tuttavia, è costretto a chiudere anticipatamente la sua stagione a causa della rottura del legamento crociato del ginocchio, riportata al 12' minuto di Siena-Udinese, in seguito a un fallo di Massimo Maccarone.
Dopo quasi tredici mesi di inattività, torna in campo il 20 febbraio 2010 nella partita esterna contro il Genoa, e gioca fino al termine della stagione 12 partite di campionato, più due di Coppa Italia.
Nel precampionato della stagione 2010-2011 subisce nuovamente la rottura dello stesso neolegamento crociato del ginocchio destro, in un'amichevole contro il Chievo. Il 15 settembre 2010 viene dunque rioperato alla clinica Villa Stuart di Roma, ma i tempi di recupero si allungano, tanto che nella stagione 2010-2011 non colleziona nessuna presenza.
Il 2 ottobre 2011, dopo più di un anno di lontananza dai campi di gioco, scende in campo contro il Bologna e il 15 gennaio 2012 realizza il suo primo goal in stagione nella sconfitta per 3-2 contro il Genoa. Il 23 febbraio debutta anche in Europa League in occasione del match contro il PAOK, quando subentra negli ultimi cinque minuti a Mehdi Benatia. Gioca da titolare anche le due gare di andata e ritorno degli ottavi di finale contro l'AZ Alkmaar e a fine stagione sono in tutto 20 le presenze, con una rete. Il 30 giugno 2012 termina il suo legame contrattuale con l'Udinese, svincolandosi a parametro zero.

### Torino
Il 19 luglio firma un biennale con il Torino, neopromosso in Serie A. Il 28 luglio, tuttavia, in seguito a un diverbio con Gian Piero Ventura in una partita amichevole contro la Lazio, abbandona il ritiro granata a Sappada, con la volontà di abbandonare il club. Il suo procuratore, il giorno successivo, ha dichiarato che i motivi della scelta del giocatore erano legati a incomprensioni con lo staff tecnico e che rinunciava ad un importante ingaggio per due anni. Il 30 luglio 2012, dopo sole due settimane, rescinde consensualmente il suo contratto con il Torino.

### Genoa
Il 31 agosto 2012 viene ingaggiato dal Genoa. Debutta con la maglia rossoblù il 16 settembre 2012 nella gara contro la Juventus subentrando nel finale. Subisce un altro intervento per rottura del menisco esterno sempre al ginocchio destro. Dopo quattro mesi torna a giocare il 3 febbraio 2013 nella partita contro la Lazio vinta dal Genoa per 3 a 2 subentrando a Mattia Cassani al 25º del primo tempo disputando una buona partita. Dal 1º luglio viene svincolato dalla società.

### Ternana
L'8 agosto 2013 sottoscrive un contratto annuale con la Ternana, compagine militante in Serie B. Al debutto in Coppa Italia contro il Lecce realizza subito una rete, che però non aiuta la formazione rossoverde a passare il turno.
Durante la stagione la squadra attraversa numerose difficoltà, e dopo un litigio con i tifosi fuori dal campo Domenico Toscano (col quale era quasi sempre stato titolare) viene relegato ai margini della rosa, subentrato Attilio Tesser riesce a recuperare il giocatore, che nel girone di ritorno contribuisce alla salvezza della squadra.
A fine anno gli viene rinnovato il contratto fino al 30 giugno 2015 ma la stagione successiva è condizionata inizialmente da un problema di pubalgia e poi da un problema al ginocchio che lo porterà ad operarsi a Roma, giocherà quindi solo 6 partite.
A fine stagione rimane svincolato.

### Dilettanti
Dopo aver ricoperto il ruolo di secondo allenatore nella Risanese, dal febbraio 2017 ne diviene calciatore.
Nell'estate 2017 viene ingaggiato dal Rivignano.

### Nazionale
Fin da giovanissimo convocato nelle Nazionali giovanili, nel 2003, sotto la guida dell'allenatore Paolo Berrettini ha vinto il Campionato europeo Under-19, scendendo anche in campo nella finale contro il Portogallo. Dopo aver collezionato due presenze nella Selezione Under-20, viene convocato anche nell'Italia Under-21 da Pierluigi Casiraghi per il Campionato Europeo del 2006.

## Statistiche

### Presenze e reti nei club
| Stagione        | Squadra         | Campionato      | Campionato | Campionato | Coppe nazionali | Coppe nazionali | Coppe nazionali | Coppe europee | Coppe europee | Coppe europee | Altre coppe | Altre coppe | Altre coppe | Totale | Totale |
| Stagione        | Squadra         | Comp            | Pres       | Reti       | Comp            | Pres            | Reti            | Comp          | Pres          | Reti          | Comp        | Pres        | Reti        | Pres   | Reti   |
| --------------- | --------------- | --------------- | ---------- | ---------- | --------------- | --------------- | --------------- | ------------- | ------------- | ------------- | ----------- | ----------- | ----------- | ------ | ------ |
| 2001-2002       | Roma            | A               | 0          | 0          | CI              | 0               | 0               | CL            | 0             | 0             | -           | -           | -           | 0      | 0      |
| 2002-2003       | Roma            | A               | 1          | 0          | CI              | 0               | 0               | CL            | 0             | 0             | -           | -           | -           | 1      | 0      |
| Totale Roma     | Totale Roma     | Totale Roma     | 1          | 0          |                 | 0               | 0               |               | 0             | 0             |             |             |             | 1      | 0      |
| 2003-2004       | Triestina       | B               | 30         | 0          | CI              | 1               | 0               | -             | -             | -             | -           | -           | -           | 31     | 0      |
| 2004-2005       | Parma           | A               | 10         | 0          | CI              | 1               | 0               | CU            | 4             | 0             | -           | -           | -           | 15     | 0      |
| 2005-2006       | Parma           | A               | 12         | 0          | CI              | 0               | 0               | -             | -             | -             | -           | -           | -           | 12     | 0      |
| 2006-2007       | Parma           | A               | 16         | 0          | CI              | 3               | 0               | CU            | 4             | 0             | -           | -           | -           | 23     | 0      |
| Totale Parma    | Totale Parma    | Totale Parma    | 38         | 0          |                 | 4               | 0               |               | 8             | 0             |             |             |             | 50     | 0      |
| 2007-2008       | Udinese         | A               | 16         | 1          | CI              | 5               | 1               | -             | -             | -             | -           | -           | -           | 21     | 2      |
| 2008-2009       | Udinese         | A               | 13         | 0          | CI              | 0               | 0               | CU            | 3             | 0             | -           | -           | -           | 16     | 0      |
| 2009-2010       | Udinese         | A               | 12         | 0          | CI              | 2               | 0               | -             | -             | -             | -           | -           | -           | 14     | 0      |
| 2010-2011       | Udinese         | A               | 0          | 0          | CI              | 0               | 0               | -             | -             | -             | -           | -           | -           | 0      | 0      |
| 2011-2012       | Udinese         | A               | 15         | 1          | CI              | 1               | 0               | UCL+UEL       | 0+3           | 0             | -           | -           | -           | 19     | 1      |
| Totale Udinese  | Totale Udinese  | Totale Udinese  | 56         | 2          |                 | 8               | 1               |               | 6             | 0             |             | -           | -           | 70     | 3      |
| 2012-2013       | Genoa           | A               | 4          | 0          | CI              | -               | -               |               | -             | -             |             | -           | -           | 4      | 0      |
| 2013-2014       | Ternana         | B               | 27         | 1          | CI              | 1               | 1               |               | -             | -             |             | -           | -           | 28     | 2      |
| 2014-2015       | Ternana         | B               | 6          | 0          | CI              | 2               | 0               | -             | -             | -             | -           | -           | -           | 8      | 0      |
| Totale Ternana  | Totale Ternana  | Totale Ternana  | 33         | 1          |                 | 3               | 1               |               | -             | -             |             | -           | -           | 36     | 2      |
| Totale carriera | Totale carriera | Totale carriera | 160        | 3          |                 | 16              | 2               |               | 14            | 0             |             | -           | -           | 195    | 5      |

## Palmarès

### Nazionale
- Campionato d'Europa Under-19: 1

Liechtenstein 2003